# Mistrzostwa świata w piłce nożnej kobiet
Mistrzostwa Świata w piłce nożnej kobiet, potocznie nazywane mundialem (hiszp. światowy) – międzynarodowy turniej piłkarski organizowany co 4 lata dla zrzeszonych piłkarskich reprezentacji krajowych kobiet w wybranym państwie przez FIFA. Obecnie siedem państw uczestniczyło we wszystkich dziewięciu dotychczasowych edycjach.

## Historia
Rozgrywki te zostały po raz pierwszy zorganizowane przez FIFA w roku 1991. Miały one miejsce na stadionach Chin. W turnieju finałowym 1991 uczestniczyło dwanaście reprezentacji: Brazylia, Chiny, Tajwan, Dania, Japonia, Niemcy, Nigeria, Norwegia, Nowa Zelandia, Stany Zjednoczone, Szwecja i Włochy. Faza grupowa rozegrała się w podziale na 3 grupy, po czym ósemka najlepszych zespołów grała systemem pucharowym. Pierwszy turniej wygrała reprezentacja Stanów Zjednoczonych.
Dotychczas tytuł mistrzyń świata czterokrotnie zdobywały Amerykanki. Dwukrotnie mundial wygrywały Niemki. Natomiast Norweżki, Japonki oraz Hiszpanki zdobywały tytuł po jednym razie. Do finałów docierały także reprezentacje: Brazylii, Chin, Holandii, Szwecji i Anglii.
W pierwszych dwóch edycjach (1991 i 1995) w turnieju uczestniczyło dwanaście drużyn. W 1999 roku po raz pierwszy wystąpiło 16 reprezentacji. W ten sposób turniej rozgrywany był do 2011 roku, kiedy to drużyny zostały podzielone na cztery czterodrużynowe grupy, z których po dwie najlepsze awansowały do fazy pucharowej. W mundialach 2015 i 2019 w turnieju występowały 24 zespoły. Od mistrzostw rozgrywanych w 2023, w imprezie uczestniczą 32 reprezentacje.
Kobieca reprezentacja Polski dotychczas nie uczestniczyła w tych rozgrywkach.
Pierwszy raz na rynku polskim transmitowane były Mistrzostwa Świata w Piłce Nożnej Kobiet w 2019 roku. Mecze odbywające się we Francji, emitował wówczas kanał TVP Sport. Kolejny kobiecy mundial, który odbył się w 2023 roku w Australii i Nowej Zelandii można było oglądać w Polsce dzięki platformie streamingowej Viaplay.

## Medalistki mistrzostw świata
| Rok                | Organizator               | T |           | Finał             | Finał                 | Finał             |       | Mecz o 3 miejsce  | Mecz o 3 miejsce      | Mecz o 3 miejsce |  | Uwagi      |
| Rok                | Organizator               | T | Zwycięzca | Wynik             | Finalista             | III miejsce       | Wynik | IV miejsce        |                       |                  |  | Uwagi      |
| Mistrzostwa świata |                           |   |           |                   |                       |                   |       |                   |                       |                  |  |            |
| 1991               | Chiny                     | 1 |           | Stany Zjednoczone | 2–1                   | Norwegia          |       | Szwecja           | 4–0                   | Niemcy           |  | 12 drużyn  |
| 1995               | Szwecja                   | 1 |           | Norwegia          | 2–0                   | Niemcy            |       | Stany Zjednoczone | 2–0                   | Chiny            |  | 12 drużyn  |
| 1999               | Stany Zjednoczone         | 2 |           | Stany Zjednoczone | 0–0 (dogr.) karne 5–4 | Chiny             |       | Brazylia          | 0–0 (dogr.) karne 5–4 | Norwegia         |  | 16 drużyn  |
| 2003               | Stany Zjednoczone         | 1 |           | Niemcy            | 2–1 (dogr.)           | Szwecja           |       | Stany Zjednoczone | 3–1                   | Kanada           |  | 16 drużyn  |
| 2007               | Chiny                     | 2 |           | Niemcy            | 2–0                   | Brazylia          |       | Stany Zjednoczone | 4–1                   | Norwegia         |  | 16 drużyn  |
| 2011               | Niemcy                    | 1 |           | Japonia           | 2–2 (dogr.) karne 3–1 | Stany Zjednoczone |       | Szwecja           | 2–1                   | Francja          |  | 16 drużyn  |
| 2015               | Kanada                    | 3 |           | Stany Zjednoczone | 5–2                   | Japonia           |       | Anglia            | 1–0 (dogr.)           | Niemcy           |  | 24 drużyny |
| 2019               | Francja                   | 4 |           | Stany Zjednoczone | 2–0                   | Holandia          |       | Szwecja           | 2–1                   | Anglia           |  | 24 drużyny |
| 2023               | Australia · Nowa Zelandia | 1 |           | Hiszpania         | 1–0                   | Anglia            |       | Szwecja           | 2–0                   | Australia        |  | 32 drużyny |
| 2027               | · Brazylia                |   |           |                   |                       |                   |       |                   |                       |                  |  | 32 drużyny |

## Klasyfikacja medalowa
| Miejsce | Reprezentacja     | 1. miejsce | 2. miejsce | 3. miejsce | Razem | Lata zwycięstw          | Lata zdobycia 2. miejsc | Lata zdobycia 3. miejsc |
| ------- | ----------------- | ---------- | ---------- | ---------- | ----- | ----------------------- | ----------------------- | ----------------------- |
| 1.      | Stany Zjednoczone | 4          | 1          | 3          | 8     | 1991, 1999*, 2015, 2019 | 2011                    | 1995, 2003*, 2007       |
| 2.      | Niemcy            | 2          | 1          | 0          | 3     | 2003, 2007              | 1995                    |                         |
| 3.      | Norwegia          | 1          | 1          | 0          | 2     | 1995                    | 1991                    |                         |
| 3.      | Japonia           | 1          | 1          | 0          | 2     | 2011                    | 2015                    |                         |
| 5.      | Hiszpania         | 1          | 0          | 0          | 1     | 2023                    |                         |                         |
| 6.      | Szwecja           | 0          | 1          | 4          | 5     |                         | 2003                    | 1991, 2011, 2019, 2023  |
| 7.      | Anglia            | 0          | 1          | 1          | 2     |                         | 2023                    | 2015                    |
| 7.      | Brazylia          | 0          | 1          | 1          | 2     |                         | 2007                    | 1999                    |
| 9.      | Chiny             | 0          | 1          | 0          | 1     |                         | 1999                    |                         |
| 9.      | Holandia          | 0          | 1          | 0          | 1     |                         | 2019                    |                         |

* = jako gospodarz.